# Allée Verte
Allée Verte är en gata i Quartier Saint-Ambroise i Paris elfte arrondissement. Gatan har fått sitt namn av den närbelägna Rue du Chemin-Vert, vilket tidigare hette Rue Verte. Allée Verte börjar vid Rue Saint-Sabin 58 och slutar vid Boulevard Richard-Lenoir 59.

## Bilder
| - Gatuskylt. - Rue du Chemin-Vert. |

## Omgivningar
- Saint-Ambroise
- Place Pasdeloup
- Passage des Primevères
- Rue Saint-Sébastien
- Impasse Saint-Sébastien
- Passage Saint-Sébastien
- Passage des Eaux-Vives
- Rue Gaby-Sylvia
- Passage Sainte-Anne-Popincourt
- Rue Pelée

## Kommunikationer
- Tunnelbana – linje  – Richard-Lenoir
- Busshållplats Saint-Claude – Paris bussnät, linje 91

### Webbkällor
- ”Allée Verte”. Mairie de Paris. https://web.archive.org/web/20160303184211/http://www.v2asp.paris.fr/commun/v2asp/v2/nomenclature_voies/Voieactu/9732.nom.htm. Läst 20 oktober 2022.
- ”Allée Verte (11ème arrondissement)”. Les rues de Paris. https://web.archive.org/web/20200115035916/http://www.parisrues.com/rues11/paris-11-allee-verte.html. Läst 20 oktober 2022.